# 에콰도르 U-23 축구 국가대표팀
에콰도르 U-23 축구 국가대표팀(스페인어: selección de fútbol sub-23 de Ecuador)은 에콰도르를 대표하는 23세 이하의 축구 국가대표팀으로, 에콰도르의 축구 관리 기관인 에콰도르 축구 연맹의 관리를 받는다. 올림픽을 대비하는 대표팀이며, 팬아메리칸 게임에 4번 출전해 2007년에 우승을 기록했다.